# タモキシフェン
タモキシフェン（Tamoxifen、TAM）とは、抗悪性腫瘍剤（抗がん剤）の一種。イギリスICI社（現アストラゼネカ社）によって1963年に開発された非ステロイド性の抗エストロゲン剤である。クエン酸塩が、ノルバデックス（販売：アストラゼネカ）などの商品名で市販されている。
世界保健機関 (WHO) の下部組織によるIARC発がん性リスク一覧のグループ1に属する。ヒトに対する発癌性の十分な証拠がある。

## 作用機序
乳癌組織等に存在するエストロゲン受容体に、エストロゲンと競合的に結合し、抗エストロゲン作用を示すことによって抗腫瘍効果を発揮するものと考えられている。

## 効能・効果
- 乳癌
- 生理不順
- 生理痛

## おもな副作用
- 女性生殖器系
  - 無月経、月経異常等
- 胃腸系障害
  - 悪心・嘔吐、食欲不振等
- 循環器系

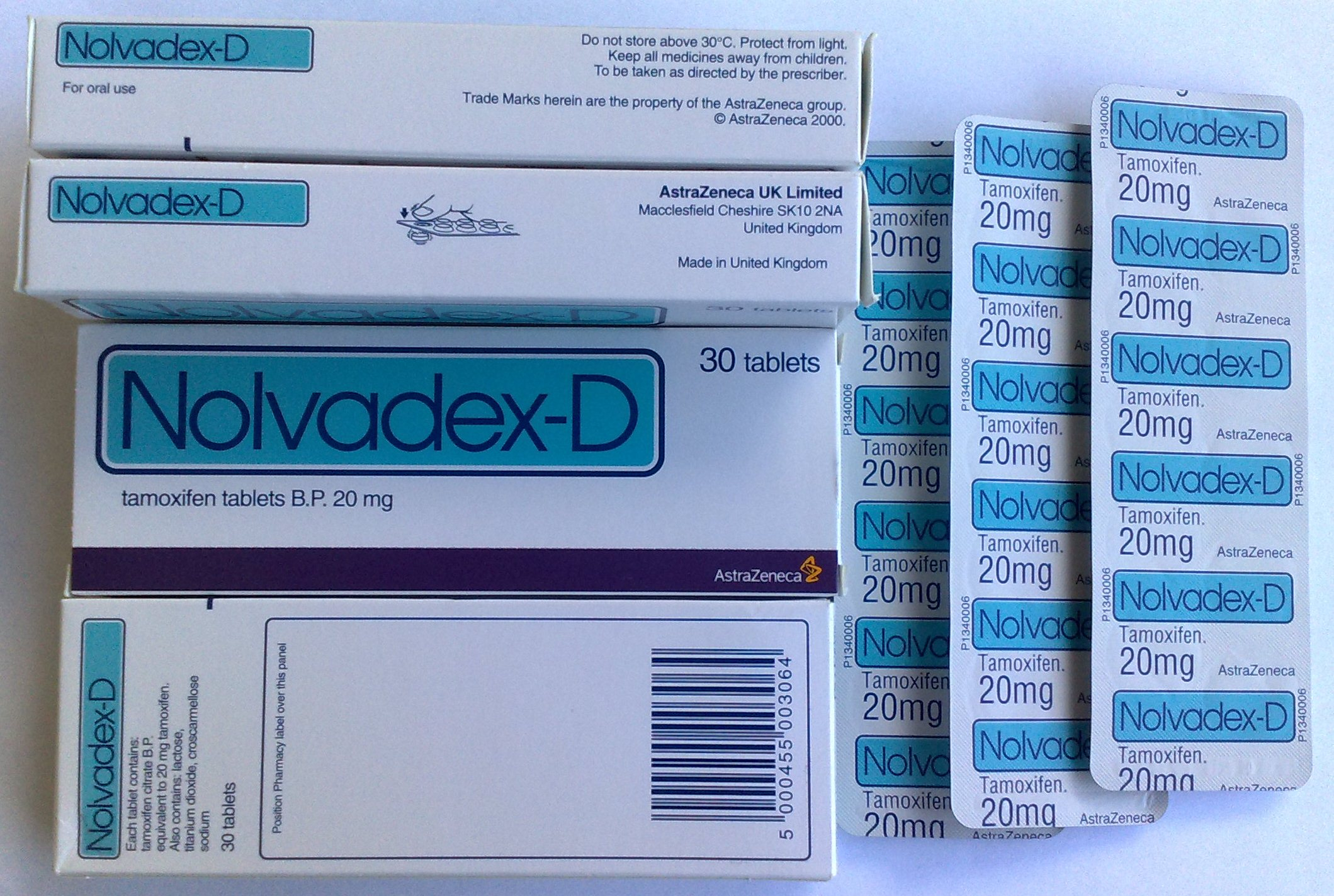
ノルバデックス（タモキシフェン）20 mg錠

  - ホットフラッシュ（突発的に発生するほてりや発汗）
  - 肺塞栓
- 薬物相互作用として、パロキセチンとの併用時に、タモキシフェンの抗腫瘍効果が減弱し、乳がんによる死亡が増加することが報告された[1]。